# Synagoge Fellheim

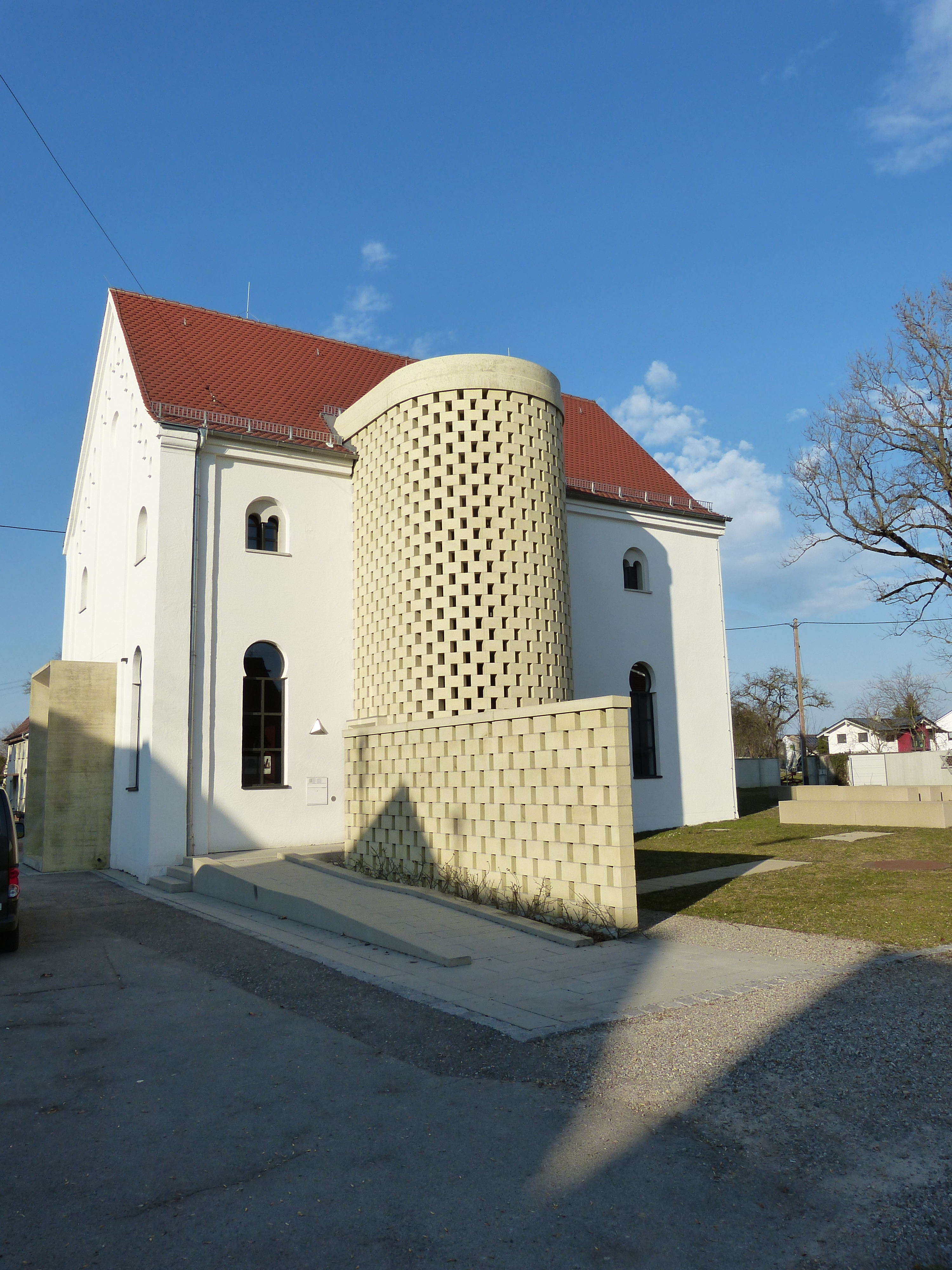
Ehemalige Synagoge Fellheim (2019) nach dem 2013 bis 2015 erfolgten Rückbau

Die Synagoge Fellheim war von 1786 bis zum 9. November 1938 das Gotteshaus der Jüdischen Gemeinde von Fellheim, in Fellheim im heutigen Landkreis Unterallgäu.

## Geschichte
Schon im Jahre 1716 erhielten die ortsansässigen Juden von der Freiherrschaft Reichlin-Meldegg die Erlaubnis, eine Synagoge zu errichten. Der Fürstbischof von Augsburg Alexander Sigismund von der Pfalz erhob jedoch Einwände gegen das Bauwerk. In den folgenden Jahren bestand ein Betsaal für religiöse Handlungen in Fellheim. Im Jahre 1786 konnte die geostete, repräsentative, dreistöckige, fünfzehn Meter lange und zehn Meter breite Synagoge im barocken Stil errichtet werden. 1860 wurde sie umfassend neoromanisch renoviert. Sie hatte einen turmartigen Treppenaufgang zur Frauenempore und einen Dachreiter mit Glocke.
Die Verwüstung der Synagoge bei den Novemberpogromen wurde einer Gruppe von Käsern angelastet, die am Abend des 10. November 1938 aus dem Nachbarort Boos kamen, zwei Stunden später kamen SS-Leute auf Lkws aus Memmingen und setzten die Angriffe auf jüdische Einrichtungen fort. Der Innenraum der Synagoge wurde zerstört und dabei auch der Thora-Schrein zerschlagen und geplündert. Auf dem angeschlossenen Friedhof wurden Grabsteine umgeworfen.
Danach fanden keine Gottesdienste mehr statt. Während des Krieges diente das Gebäude als Lagerstätte für Flugzeugmotoren und -teile. Während des Pogroms am 10. November 1938 wurde auch ein der Synagoge benachbarter Laden eines jüdischen Ehepaars angegriffen, während die Besitzer fliehen mussten. Vor einem Übergriff auf ein benachbartes Wohnhaus versuchten Fellheimer Bürger erfolgreich die Täter zu hindern.

### Nach dem Zweiten Weltkrieg
Nach dem Zweiten Weltkrieg gab es Pläne, die Synagoge wieder für die verbliebenen Juden aus Memmingen und der Region instand zu setzen. Pläne für die Umgestaltung als römisch-katholische Kirche kamen nicht zur Ausführung. Im Jahre 1950 wurde das mit Biberschwanzziegeln gedeckte Gebäude veräußert und zu einem Mietshaus umgebaut.
2007 erwarb die Gemeinde Fellheim das Wohnhaus, um es mit einem Kostenaufwand von 1,7 Mio. Euro umzubauen. Ziel war es das Gebäude als Sakralbau wieder erkennbar zu machen, es als Lernort jüdische Landgemeinde zu etablieren und einer neuen, nicht sakralen Verwendung zuzuführen. In den genehmigten Plänen aus dem Jahre 2012 ist der Wiederaufbau der Frauenemporen, der außen liegende Treppenaufgang und der zerstörte Thoraschrein mit neuartigen Materialien vorgesehen. An dem Vorhaben beteiligten sich Bürger der Gemeinde Fellheim (über: Förderkreis Synagoge Fellheim e. V.), der bayerische Staat und die Sparkasse Memmingen-Lindau-Mindelheim. Seit 2013 wurde das Gebäude zurückgebaut, renoviert und umgebaut. Das umgestaltete Gebäude wurde am 25. Oktober 2015 eröffnet. Für den Rückbau erhielten die Gemeinde Fellheim und der Förderkreis Synagoge Fellheim e. V. 2017 die Denkmalschutzmedaille des Freistaats Bayern.
In östlicher Richtung, im Anschluss an die Synagoge befindet sich der dazugehörige jüdische Friedhof.

## Literatur

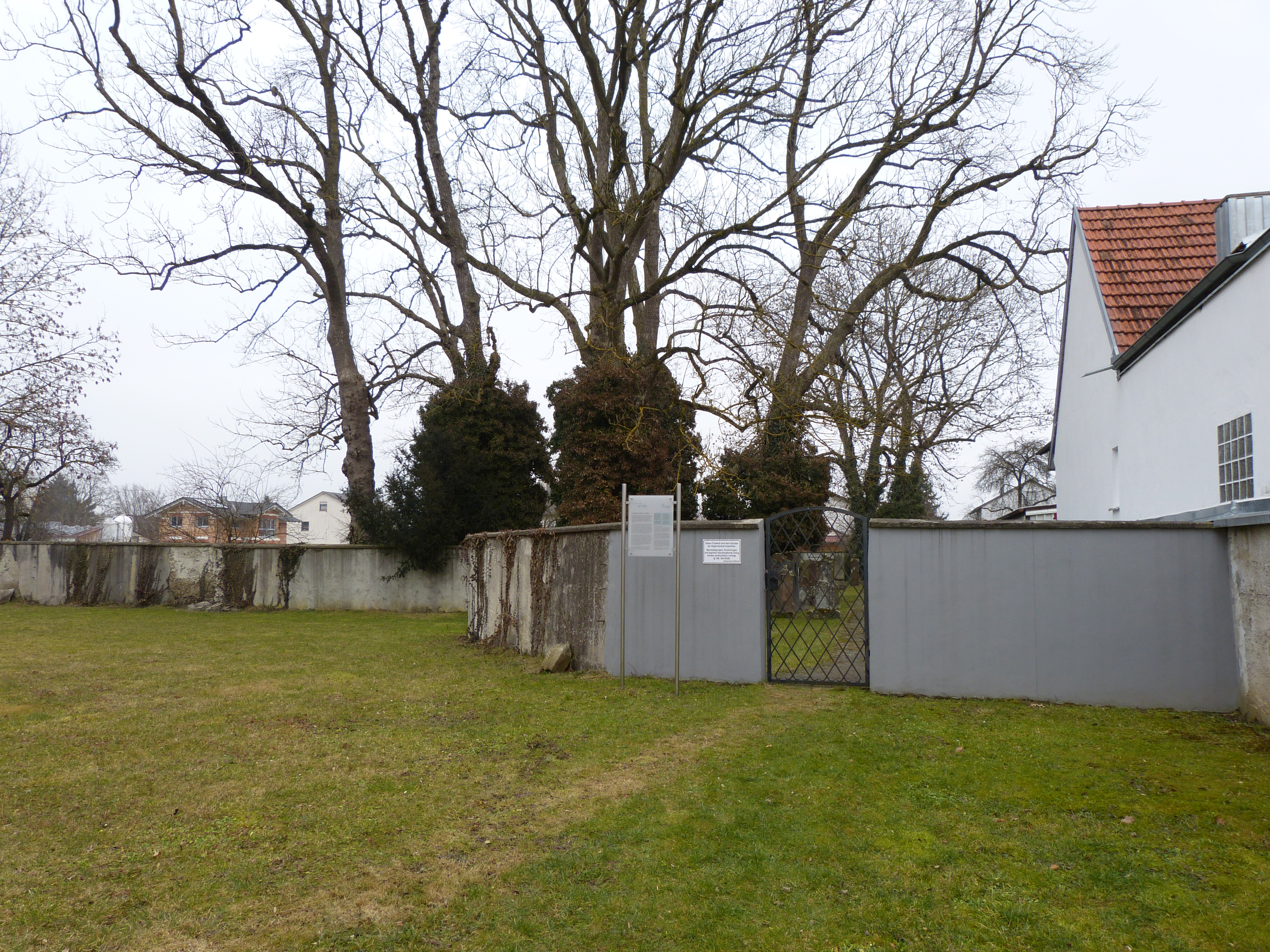
Gelände Jüdischer Friedhof 2012